# Half-Wassenaer

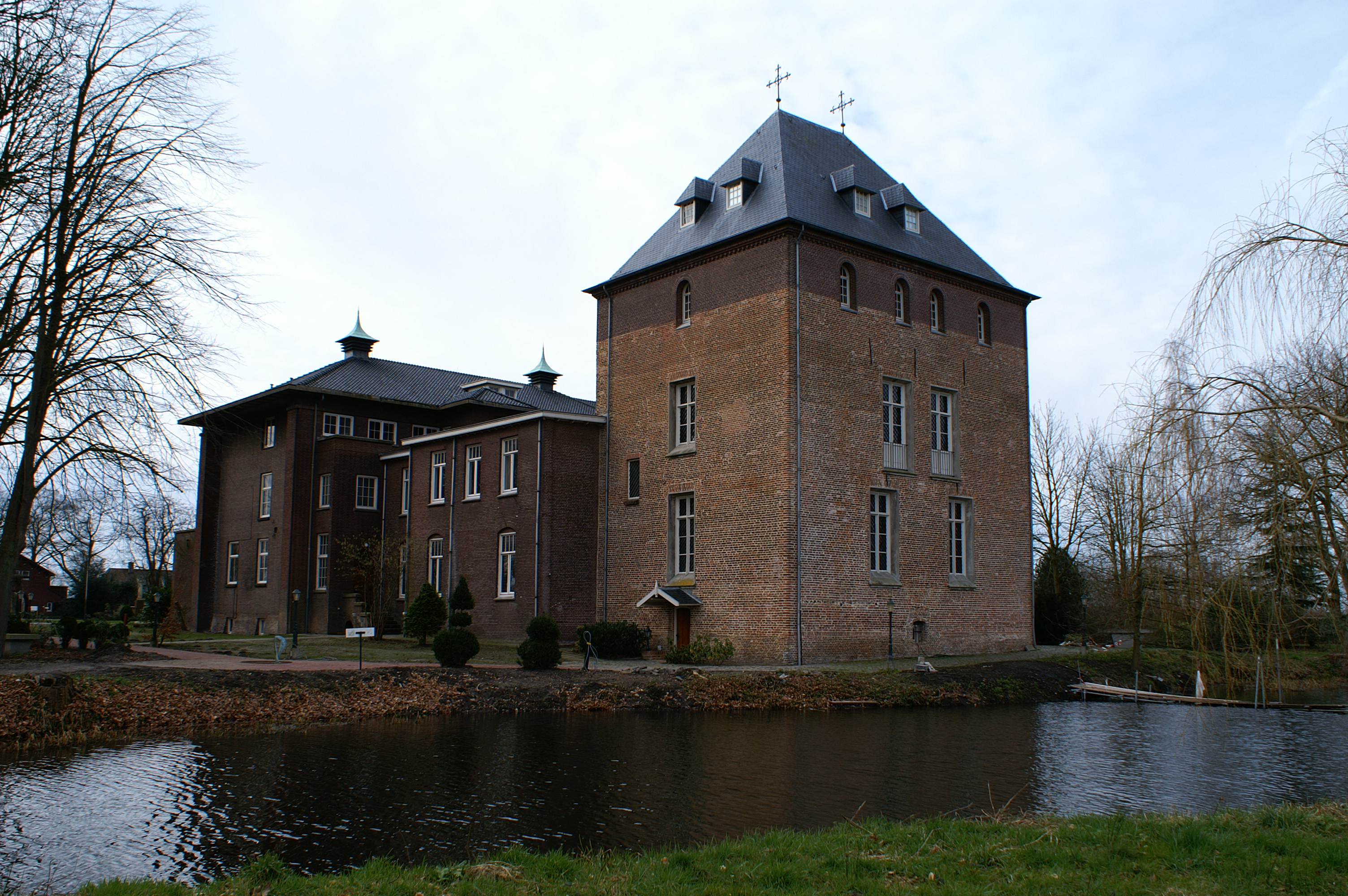
Kasteel Onsenoort

Half-Wassenaer is een uit Wassenaar afkomstig geslacht waarvan leden sinds 1814 tot de Nederlandse adel behoren en dat in 1892 uitstierf.

## Geschiedenis
De stamreeks begint met Jan Martijnsz die in 1494 en 1503 te Wassenaar wordt vermeld. Zijn kleinzoon noemt zich Jacob Jansz Half-Wassenaer.
Bij Souverein Besluit van 28 augustus 1814 werd een nazaat benoemd in de ridderschap van Brabant waardoor hij en zijn nageslacht tot de Nederlandse adel gingen behoren; met zijn dochter stierf het geslacht in 1892 uit.

## Enkele telgen
Adam Half-Wassenaer, heer van Stad aan 't Haringvliet (1666-1732), kruidenier, koopman
- Joannes Half-Wassenaer, heer van Onsenoort en Nieuwkuyk (1706-1782), grootgrondbezitter en rentenier
  - Bernardus Jacobus Joannes Half-Wassenaer, heer van Onsenoort en Nieuwkuyk (1746-1810), lid Wetgevend Lichaam
    - Jhr. mr. Jacobus Wilhelmus Half-Wassenaer, heer van Onsenoort en Nieuwkuyk (1775-1837), lid vroedschap en wethouder van 's-Hertogenbosch, lid Vergadering van Notabelen, lid van de Tweede Kamer
      - Jkvr. Julia Maria Clara Half-Wassenaer, vrouwe van Onsenoort en Nieuwkuyk (1807-1892), laatste telg van het geslacht; trouwde in 1833 met jhr. mr. Leopoldus Josephus Antonius Arnoldus de la Court (1795-1865), telg uit het geslacht De la Court waarna Onsenoort en Nieuwkuyk overgingen in het laatste geslacht
      - Jhr. mr. Franciscus Fredericus Half-Wassenaer, heer van Onsenoort en Nieuwkuyk (1808-1853), rechter